# Dietrich Fast
Dietrich „Didi“ Fast (* 21. Juni 1985 in der Sowjetunion) ist ein professioneller deutscher Pokerspieler.
Fast hat sich mit Poker bei Live-Turnieren mindestens 7,5 Millionen US-Dollar erspielt und gehört damit zu den erfolgreichsten deutschen Pokerspielern. Er gewann 2015 ein Bracelet bei der World Series of Poker Europe und 2016 das Main Event der World Poker Tour.

## Persönliches
Fast verbrachte seine ersten Lebensjahre mit seinen deutschen Eltern und seiner Schwester in der Sowjetunion. Nach dem Fall der Berliner Mauer im Jahr 1989 kehrte die Familie nach Deutschland zurück. Später lebte er in Bielefeld und war als Amateurfußballspieler für Schwarz-Weiß Sende in der Kreisliga aktiv. Fast lebt in Wien.

## Pokerkarriere

### Werdegang
Fast spielt seit 2006 Poker. Auf den Onlinepoker-Plattformen PokerStars und 888poker benutzt er den Nickname 2pacnrw16. Mindestens seit 2009 nimmt Fast auch an Live-Pokerturnieren teil.
Im Februar 2009 gewann Fast das Poker Classic in Bad Oeynhausen und damit sein erstes größeres Live-Preisgeld in Höhe von 10.800 Euro. Im Juni 2014 war er erstmals bei der World Series of Poker (WSOP) im Rio All-Suite Hotel and Casino am Las Vegas Strip erfolgreich und kam bei einem Turnier in der Variante No Limit Hold’em ins Geld. Anfang 2015 schaffte es Fast erstmals beim Main Event des PokerStars Caribbean Adventures auf den Bahamas in die Geldränge und erhielt rund 25.000 US-Dollar. Bei der WSOP 2015 landete er erneut bei einem Event in den Geldrängen, bevor er bei der rund drei Monate später in Berlin stattfindenden World Series of Poker Europe das Oktoberfest-Turnier gewann. Dafür setzte er sich gegen 2143 andere Spieler durch und sicherte sich mehr als 150.000 Euro Preisgeld sowie ein Bracelet. Anfang März 2016 siegte Fast beim Main Event der World Poker Tour in Los Angeles und erhielt ein Preisgeld von über einer Million US-Dollar. Ende März 2017 gewann er das Super-High-Roller-Event des Seminole Hard Rock Poker Showdown in Hollywood, Florida, mit einer Siegprämie von knapp 500.000 US-Dollar. Bei der PokerStars Championship im August 2017 in Barcelona belegte Fast beim Super High Roller den mit über 400.000 Euro dotierten vierten Platz. Mitte Oktober 2017 wurde er beim Main Event der Triton Poker Series in Macau Fünfter und erhielt umgerechnet knapp 600.000 US-Dollar. An gleicher Stelle gewann Fast nur wenige Tage später das Super High Roller der Asia Championship of Poker mit einer Siegprämie von umgerechnet über 2 Millionen US-Dollar. Seitdem blieben größere Turniererfolge aus.

### Preisgeldübersicht
Die kumulierten Preisgelder je Jahr stammen aus der Hendon Mob Poker Database, die weltweite Turnierergebnisse aller Pokerspieler erfasst und in der Fast bis kurz nach Inkrafttreten der Datenschutz-Grundverordnung gelistet war. Seit 2019 erspielte Preisgelder stammen daher aus anderen Quellen und sind als Mindestangaben zu verstehen.
| Jahr      | Preisgeld (in $) | Turniersiege |
| --------- | ---------------- | ------------ |
| 2009      | 15.483           | 1            |
| 2010–2012 | 0                | 0            |
| 2013      | 53.709           | 1            |
| 2014      | 80.280           | 1            |
| 2015      | 413.787          | 2            |
| 2016      | 1.557.684        | 2            |
| 2017      | 4.180.530        | 4            |
| 2018      | 831.450          | 0            |
| 2019      | 290.859          | 0            |
| 2020      | 76.976           | 0            |
| 2021      | 17.500           | 0            |
| 2022      | 34.694           | 0            |
| 2023      | 103.916          | 0            |
| gesamt    | 7.656.868        | 11           |